# 만프레디가

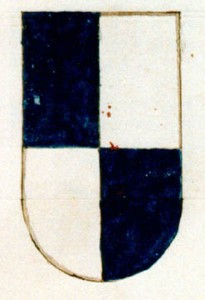
만프레디 가문 문장

만프레디(Manfredi) 가문은 중세시대 후기와 초기 르네상스 시기에 파엔차의 군주권을 지녔던 이탈리아 북부의 귀족 가문이다.